# عبد الله الأسطا
عبد الله أحمد الأسطا, لاعب كرة قدم سعودي من مواليد 5 يونيو 1986 في مدينة بريدة .
درس المرحلة الابتدائية بابتدائية ابن عقيل ببريدة، كما درس المرحلة المتوسطة في متوسطة ابن هشام وكان لاعبًا أساسيًا في فريق المدرسة.انتقل من نادي الرائد إلى نادي الشباب في 2005 و لعب معهم حتى عام 2017 . وانتقل في 2017 لنادي النصر السعودي.
إنجازته مع الشباب
الدوري السعودي مرتين :
2006/2012
كأس الملك للأبطال ثلاث مرات :
2014/2008/2009
كأس الأمير فيصل بن فهد مرتين :
2009/2010
كاس السوبر السعودي مره واحدة
2014

## روابط خارجية
- عبد الله الأسطا على موقع قاعدة بيانات كرة القدم.إي يو (الإنجليزية)
- عبد الله الأسطا على موقع Soccerway.com (الإنجليزية)
- عبد الله الأسطا على موقع كووورة